# Surimi

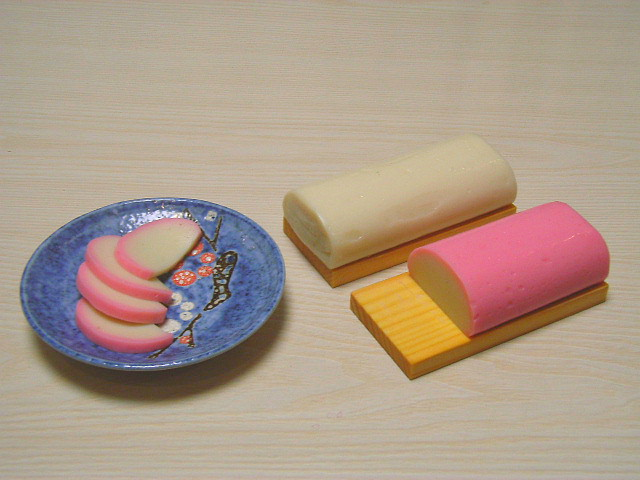
El correctamente llamado surumi (también llamado Kamaboko (蒲鉾)) es un ingrediente común de la gastronomía japonesa, en particular en sopas de fideos como el udon.

El surimi (すり身?) es una técnica milenaria que nace en Japón por la necesidad de conservar el pescado fresco y ofrecer nuevas formas de consumo. El pescado se descabeza, eviscera, se retiran espinas y piel, se filetea para separar la carne y se pica, obteniendo así la proteína de pescado.
En occidente, es común usar "surimi" para referirse específicamente a los palitos de surimi.

## Historia
El surimi es un producto de origen japonés que aparece en unos primeros escritos del año 1115 durante el periodo Heian (790-1180) (1), naciendo por la necesidad de consumir pescado fresco. Los primeros registros de un producto derivado de surimi hacen referencia al kamaboko, que junto con otros tipos de productos han ido evolucionando durante los últimos 900 años. El término surimi proviene de la combinación de dos palabras japonesas: ‘suru’ (proceso) ’mash/mi’ (carne), y se le define como proteína miofibrilar de pescado. El concepto del primer producto conocido de surimi deriva de la imitación de la parte floral de las espadañas (género Typha) derivando en un producto denominado chikuwa. La producción de derivados de surimi se expandió por todo Japón y entró a formar parte de la alimentación del pueblo japonés durante el periodo Edo (1600-1867).
El proceso fue desarrollado en Japón 900 años atrás y se usa para hacer kamaboko. El proceso de industrialización del surimi fue desarrollado en 1960 por Nishitani Yōsuke del Instituto Pesquero Experimental Hokkaido de Japón con el objetivo de normalizar el proceso y conseguir mayor eficiencia en la producción. En el mercado occidental se implantó con el nombre de chatka, como imitación del apreciado cangrejo de Kamchatka (Paralithodes camtschaticus) (2).
La producción mundial de surimi alcanzó en el año 2018 las 820.000 Tm, permaneciendo estable durante el 2019 (3). En la Unión Europea, algunos países juegan un papel importante en la actividad del mercado de surimi con países tanto productores de productos derivados del surimi como consumidores. En este sentido, Francia, Lituania y España son los tres principales países productores de productos derivados de surimi y Francia, España, Italia y Reino Unido como principales consumidores de estos productos.

## Materia prima
La especie de pescado mejor considerada para la elaboración de surimi es el abadejo de Alaska (Gadus chalcogrammus), perteneciente a la familia del bacalao. Otras especies de pescado blanco empleadas en la producción de surimi son la merluza del Pacífico (Merluccius productus), el Hoki (Macruronus novaezelandiae) y especies tropicales, como el threadfin bream (Nemipterus spp), big eye snapper (Priacanthus spp), croaker (Pennahia y Johnius spp), pez lagarto (Saurida spp), sea bream (Evynnis spp) y el ribbon fish (Trichiurus spp).
La calidad del surimi se puede objetivar a través de (1): a)	La capacidad de formación de geles, determinada con texturómetro b)	El color, que cuanto más blanco, se asocia a mayor calidad por provenir de los filetes y tener un menor nivel de impurezas c)	La ausencia de impurezas d)	Cantidad de proteína e)	Humedad.

## Proceso de elaboración
El proceso de elaboración puede realizarse tanto en plantas en tierra como en buques factoría en alta mar. Para la producción de surimi de alta calidad es vital partir de pescado muy fresco. Tras capturar el pescado y conservarlo a una temperatura de 0 °C, a las pocas horas se realiza el descabezado, eviscerado y retirada de espinas y piel. A continuación, se filetea, se pica y se aplica el lavado con agua para eliminar grasa, proteínas solubles (sarcoplásmicas), sangre, …, con el objetivo de extraer la proteína miofibrilar del músculo de pescado. En la siguiente etapa se elimina el agua que haya podido absorber. Las proteínas miofibrilares de pescado extraídas (principalmente actina, miosina y actomiosina) presentan la capacidad funcional de formar geles termoirreversibles. Para garantizar la máxima calidad y seguridad alimentaria, el surimi se moldea y se congela a -30 °C. Para garantizar la conservación de las propiedades tecnológicas de la proteína a bajas temperaturas se incorporan ingredientes crioprotectores. Este producto intermedio presenta unas características funcionales excepcionales para crear e imitar texturas, y es utilizado en Japón para elaborar una amplia gama de productos tradicionales.

## Calidad de la proteína
El surimi y los productos de surimi, en su mayoría, aportan un contenido total de proteína de entre 8 g y 15 g por cada 100 gramos de producto (4,5,6,7,8), dependiendo del producto, de las especies usadas para su elaboración y en función de la cantidad de surimi utilizado para la elaboración del producto final y de su categoría y calidad. El Amino acid scoring pattern definido por FAO/OMS (9) propone patrones de referencia para evaluar la calidad de la proteína, teniendo en cuenta la cantidad de aminoácidos esenciales por gramo de proteína presente en el alimento, así como los requerimientos de proteína promedio. De esta forma se identifica si la proteína del alimento es adecuada o deficitaria en algún aminoácido de acuerdo al patrón de referencia para el crecimiento en el caso de niños y adolescentes y el mantenimiento de los tejidos humanos en los adultos. De acuerdo con el Amino acid scoring pattern, observamos que el perfil de aminoácidos específico del surimi obtiene puntuaciones por encima de 100 para los 9 aminoácidos esenciales (9,10), considerándose por tanto una proteína de excelente calidad. Actualmente para la determinación de la calidad proteica de los alimentos o de una dieta, la European Food Safety Authority (EFSA) refiere como estándar para determinar ese parámetro el Protein Digestibility-Corrected Amino Acid Score (PDCAAS) (11).
La fórmula para establecer el PDCAAS es la siguiente (12): (mg de AA limitantes en 1 g de proteína del alimento / mg del mismo AA contenido en la proteína de referencia) x digestibilidad fecal real. Una estimación adecuada un PDCAAS medio para el surimi y los productos de surimi de entre 86 y 100, con una variabilidad dependiente del sistema de producción y de la calidad del producto. En comparación con otros alimentos, se podría decir que el surimi y los productos de surimi tienen una cantidad de proteína parecida a productos homólogos como las carnes, pescados, y huevos. Según la legislación europea, los productos del surimi pueden ser considerados, en su mayoría, que tienen un alto contenido o ser fuente de proteínas (13).
Por todo ello, la proteína del surimi supone un aporte de proteína completa de buena calidad, con presencia de aminoácidos esenciales en proporciones adecuadas respecto a las necesidades del organismo humano, siendo a su vez bien absorbidas y aprovechadas por el sistema digestivo tras su consumo y dando lugar a la aparición de efectos funcionales en diferentes situaciones fisiológicas (10).

## Valor nutricional del surimi y productos del surimi
Aporte energético y densidad energética: El surimi y los productos del surimi, según tablas de composición de alimentos americanas (5,6,7), japonesas (14) y españolas (4) aportan entre 66 y 115 kcal por cada 100 g.
Según la clasificación de densidad energética para alimentos sugerida en algunas publicaciones (15) y por la British Nutrition Fundation (16), el surimi y sus productos entrarían en la categoría de alimentos con baja densidad energética, al aportar entre 0,66 y 1,15 kcal/g.
Proteínas: El surimi es una fuente natural de proteínas de pescado, ya que presenta una cantidad de proteína parecida a productos homólogos como las carnes, pescados, y huevos (4,5,6,7,8). Ver apartado “Calidad de la proteína”.
Contenido y perfil de ácidos grasos: Un aspecto interesante de los productos de surimi es que el alto aporte de proteínas, en cantidad como en calidad, se realiza con un contenido energético bajo, debido en parte a un contenido graso muy bajo.
Según las tablas de composición de alimentos (4,5,6,7,14) el surimi y los productos de surimi aportan entre 0,5 g a 4 g de grasas por cada 100 g de producto.
Según la legislación europea (13) algunos productos del surimi, al contener menos de 3 g por cada 100 g de grasas totales, podrían declararse como alimentos con “bajo contenido de grasa”.
En relación con el contenido en omega-3, el surimi y los productos del surimi pueden ser considerados, según la legislación europea vigente (13), como un alimento fuente de omega-3, al contener más de 40 mg de EPA+DHA (ácido eicosapentanoico y ácido decosahexanoico) por cada 100 g de producto, en concreto, 100 mg de EPA+DHA/100 g. El EPA y DHA contribuyen al normal funcionamiento del corazón (17).
Carbohidratos: Según las fuentes consultadas (4,5,6,7,14), el surimi y los productos de surimi aportan entre 4 g y 15 g de carbohidratos por cada 100 g de producto. Este amplio rango de variabilidad se debe a la calidad del surimi, cuanto mayor sea la calidad de la materia prima, menor cantidad de carbohidratos presente. Dado su bajo aporte de carbohidratos totales, es de esperar que la carga glucémica del surimi y productos de surimi sea baja (carga glucémica menor a 10).
Vitamina B12: El surimi es fuente de vitamina B12 (4,13), encontrada solo en alimentos de origen animal. El aporte varía entre 0,8 a 1,5 µg/100g. La vitamina B12 contribuye al funcionamiento normal del sistema nervioso y del sistema inmune. También contribuye a la reducción de cansancio y fatiga (17).
Vitamina D: El surimi es fuente de vitamina D (13,14), aportando entre 1-2 µg/100 g. La vitamina D contribuye al normal mantenimiento de los huesos y función muscular, a la normal absorción y utilización del calcio y el fósforo, al normal mantenimiento de los dientes y a la función normal del sistema inmune (17).
Selenio: El surimi es fuente de selenio (4,13), aportando entre 10,9 a 28,1 µg/100g. El selenio contribuye a la función normal del sistema inmune, al normal mantenimiento del cabello y las uñas, y a la protección de las células del estrés oxidativo (17).